# Souroubea guianensis
Espèce
Synonymes
Selon Tropicos (23 mars 2022) :
- Loghania pentacrina Scop.
- Ruyschia amazonica Mart.
- Ruyschia guianensis (Aubl.) Vitman
- Ruyschia guianensis (Aubl.) Sw.
- Ruyschia lepidota Miq.
- Ruyschia souroubea Sw.
- Souroubea aubletii G. Mey.
- Souroubea auriculata Delpino
- Souroubea bahiensis Delpino
- Souroubea guianensis var. cylindrica Wittm.
- Souroubea guianensis var. lepidota (Miq.) Wittm.
- Souroubea guianensis var. tomentella Steyerm.
- Souroubea lepidota (Miq.) Delpino
- Souroubea sympetala Gilg

Selon GBIF (23 mars 2022) :
- Loghania pentacrina J.F.Gmel.
- Ruyschia guianensis (Aubl.) Sw.
- Ruyschia surubea J.F.Gmel.
- Souroubea meyerae Delpino
- Souroubea spitziana (Mart.) Delpino

Souroubea guianensis est une espèce de plantes à fleurs la famille des Marcgraviaceae, et qui est l'espèce type du genre Souroubea Aubl.
L'espèce est connue dans les Guyanes sous les noms de Diabetere, Sweetie, Watramangro (Sranan tongo), Konopo yorokorï, Konopo jolokolo (Karib), Diabatitei (Paramaka), Kara-kara, Kwerimuru (Arawak).
Au Guyana, Karakara, Kwerimuro (Arawak « Œufs du poisson kwerimo », qui ressemblent aux fleurs aux formes irrégulières.), Konopo yorokorï (Carib), Wene (Warao).
Au Venezuela, Souroubea guianensis subsp. cylindrica est appelée Bejuco pene de diablo, Cabaya-cuaja, Jidiway, Jidiwoi (Yekwana), Moy sebe (Warao), Pirboiyek, Piruói (Arekuna).

## Description
Souroubea guianensis est un arbuste plus ou moins sarmenteux et grimpant, terrestre largement étalé au sol, épiphyte, ou une grande liane ligneuse hémiépiphyte.
Les tiges sont rondes ou légèrement aplaties, plus ou moins succulentes, entièrement glabres, souvent lenticellées, souvent doté de longues racines aériennes.
Les formes juvéniles et adultes sont similaires (au contraire d'autres Marcgraviaceae qui diffèrent fortement).
Les feuilles sont simples, alternes, spiralées, raides, coriaces au séchage.
Le pétiole est long de (4)5-15(20) mm, sillonné au-dessus.
Les limbes sont émarginées ou subaiguës, épaisses, souvent inéquilatérales et asymétriques, de forme et de taille variable : étroitement elliptiques à ovales ou obovales à obovales-oblongs ou elliptiques-oblongs, 7-15(19) x 3-7(8) cm, à base aiguë, cunéiforme, obtuse, jusqu'à sub-arrondie, à apex aigu à obtus ou arrondi, parfois légèrement acuminé, distinctement et fortement mucroné, de couleur verte plus foncé et rugueux sur le dessus.
On observe 3-12 glandes hypophylles de chaque côté du limbe sur la face abaxiale, d'environ 0,5 à 1 mm de diamètre, dispersées ou en rang plus ou moins régulier, à une certaine distance de la marge.
La nervure médiane est proéminente en dessous.
La nervation secondaire est quasi-invisible sur la face supérieure, et saillante sur la face inférieure (notamment au séchage).
Les inflorescences sont des racèmes terminal, dressé, lâche, avec un rachis épais, long d'environ (8)10–20(–25) cm, et de nombreuses fleurs (15–30).
Le pédicelles des fleurs est épais, mesure 1,5–3 cm de long (jusqu'à 4 cm lors de la fructification) et dépassent 2 cm pour les plus basses de l'inflorescence.
On observe à la base de la fleur une bractée rouge, voyante, transformée en un nectaire caractéristique, long de 2-3 cm.
Il se compose d'un éperon médian rouge, tubuleux, à l'apex en massue, long de 1-1,2 cm, auriculé de deux oreillettes lancéolés-spathulés, à marges retroussées, à peu près aussi longues que l'éperon. L'éperon est d'abord recourbé vers le haut jusqu'au calice, pour les formes juvéniles, puis s'étale ensuite sur le pédicelle.
On note aussi 2 bractéoles sépaloïdes, dentées, collées au calice.
Les fleurs mesurent environ 1 cm de diamètre, et sont réfléchies dans la fleur ouverte.
Les 5 sépales sont épais, concaves, suborbiculaires, longs d'environ 3 mm pour 1 mm de large, à marge ciliolée.
La corolle se compose de pétales charnus, de couleur jaune à orange (à l'apex), réfléchis, de forme obovale-oblongue, obtus, longs de 8–11 x 4-5 mm, à base connée à 1-3 mm
On compte 5 étamines, attachées à la base des sépales, avec des filets larges, aplatis, longs d'environ (3,5)5 mm, large d'environ 0,3 mm en haut, et de 2 mm à la base, rétrécis vers les anthères, à base connées.
Les anthères sont de forme ovoïde-globuleuse, longues de 1,5-2,5 mm.
Les grains de pollen de Souroubea sont généralement prolés sphéroïdaux à subprolés.
L'ovaire est supère, de forme ovoïde à subcylindrique, ou subglobuleuse, long de 2,5-4 mm, contenant 3-5 loges, plus ou moins distinctement pentagonal, couronné par un grand stigmate sessile, à 5 rayons.
Le fruit est une baie subglobuleuse, de forme ovale à ronde, ridée, dure, coriace, de couleur brun verdâtre à brun clair, d'environ 1,5-2 cm de diamètre (plus ou moins 7 mm de haut pour 9 mm de large), rugueuse, à 5 côtes plus ou moins distinctes, couronnée par les vestiges du stigmate à 5 angles, à paroi épaisse sub-ligneuse, à 5 cellules.
Il contient des graines peu nombreuses, enrobées d'arilles rouges, recourbées, longues de 3-5 mm, pour 1-2 mm de diamètre,,
,,,.

### Taxons infra-spécifiques
On distingue 3 sous-espèces au sein de Souroubea guianensis :
- Souroubea guianensis subsp. amazonica (Mart.) de Roon
- Souroubea guianensis subsp. cylindrica (Wittm.) de Roon, qui se caractérise par ses grandes glandes hypophylles bien visibles, son pédoncule lisse, brun rougeâtre foncé à noirâtre (après séchage), son rachis tomentelleux (sans écailles ni fissures).
- Souroubea guianensis subsp. guianensis, qui se caractérise par ses glandes hypophylles petites et discrètes à grandes, sont pédoncule rarement lisse, souvent couvert d'écailles et principalement grisâtre, et son rachis tomentelleux à glabre et principalement avec un périderme fissuré[6].

## Répartition
Souroubea guianensis est présent en Colombie, au Venezuela, au Guyana, au Suriname, en Guyane, au Brésil.
- Souroubea guianensis subsp. cylindrica est répandu au Venezuela (Delta Amacuro, Bolívar, Amazonas), en Colombie (Amazonas,), dans l'ouest du Guyana, et au Brésil (nord-ouest de l'Amazonas, Roraima).
- Souroubea guianensis subsp. guianensis est connue de l'ouest du Guyana, du Suriname, de la Guyane, et du nord du Brésil (Amapá), et peut-être l'Amazonas).
- Souroubea guianensis subsp. amazonica est présent au Brésil dans le bassin amazonien (Acre, Amazonas, Pará, Rondônia), la zone côtière de Bahia et du Pernambouc[6].

D'après d'autres sources, la répartition s'étendrait sur l'Amérique centrale et l'Amérique du Sud tropicale.

## Écologie
Souroubea guianensis subsp. cylindrica pousse au Venezuela dans les lisières de forêts inondées, forêts ripicoles, les marais à palmiers Mauritia flexuosa, les pentes boisées, les savanes, les affleurements granitiques, les affleurements ignés, autour de 50–1 400 m d'altitude
Dans les Guyane, on rencontre communément Souroubea guianensis dans les zones rocheuses, les forêts riveraines proches des rapides, et sur les montagnes granitiques, et particulièrement dans les forêts marécageuses sur pégasse au nord-ouest du Guyana.
Dans le centre de la Guyane, Souroubea guianensis est présent dans les forêts marécageuses sur sols mal drainés, fleurit et fructifie en septembre, et en lisière des inselbergs.
Souroubea guianensis serait pollinisé par les oiseaux et les insectes, et ses graines disséminées par des animaux (particulièrement des oiseaux).
Dans les fleurs de Souroubea guianensis le pollen est immergé dans un fluide huileux original, dit « huile de tapetal ».
Les fleurs sont protandres, auto-incompatibles, pendant 6 à 7 jours, et le taux de nouaison est faible en conditions naturelles.
Le nectar contient de 27,6 à 58,8 % de sucre.
Ses pollinisateurs efficaces n'ont pas été découverts.
Les fruits de Souroubea guianensis tiennent une place non négligeable dans l'alimentation des tamarins Saguinus fuscicollis et Saguinus mystax, et par Pithecia albicans dans le bassin supérieur du Rio Urucu (sv) (Amazonas).
Au Pérou (Río Ucayali), les fruits de Souroubea guianensis sont aussi consommés par les chauve-souris (Carollia brevicauda) et les oiseaux (Catharus ustulatus, Manacus manacus, Pipra pipra, Tachyphonus surinamus, Tangara schrankii).

## Utilisations
Au Venezuela et dans les Guyanes, on soigne les coupures et les plaies avec l'exsudat d'écorce ou l'écorce bouillie de Souroubea guianensis et Souroubea guianensis subsp. cylindrica.
Les tiges solides et flexibles sont parfois utilisées pour la fabrication de cadres de hottes de portage.
Chez les Arawak du nord-ouest du Guyana, Souroubea guianensis est utilisée dans le traitement des maladies vénériennes : on recommande de consommer pendant quelques semaines une bouteille de décoction d'un mélange de branche de Souroubea guianensis subsp. guianensis (Wene), avec l'écorce de Licania heteromorpha var. perplexans (Kairiballi) et l'eau de graines Manicaria saccifera (Troolie). L'infusion du bois de Souroubea guianensis sert à soigner la diarrhée et les vomissements.
Une publication a rapporté l'utilisation de Souroubea guianensis var. coralline (Mart) Wittmack en Amazonie, chez les Kubuyari, pour calmer les symptômes de nervosité chez les personnes âgées, 

de Souroubea guianensis var. cylindrica Wittmack comme tranquillisant chez les Karijona (de) et comme traitement du susto (syndrome culturel spécifique, décrit comme une maladie qui survenant à la suite d'un événement effrayant) chez les Taiwanos, et serait à l'origine d'une réduction du comportement de type anxieux chez les rongeurs ,.
Deux autres espèces proches, Souroubea sympetala et Souroubea gilgii, ont été édudiées dans ce sens.
Les extraits d'une espèce proche, Souroubea sympetala, ont été testés pour le traitement de l'anxiété et du stress post-traumatique.

## Protologue

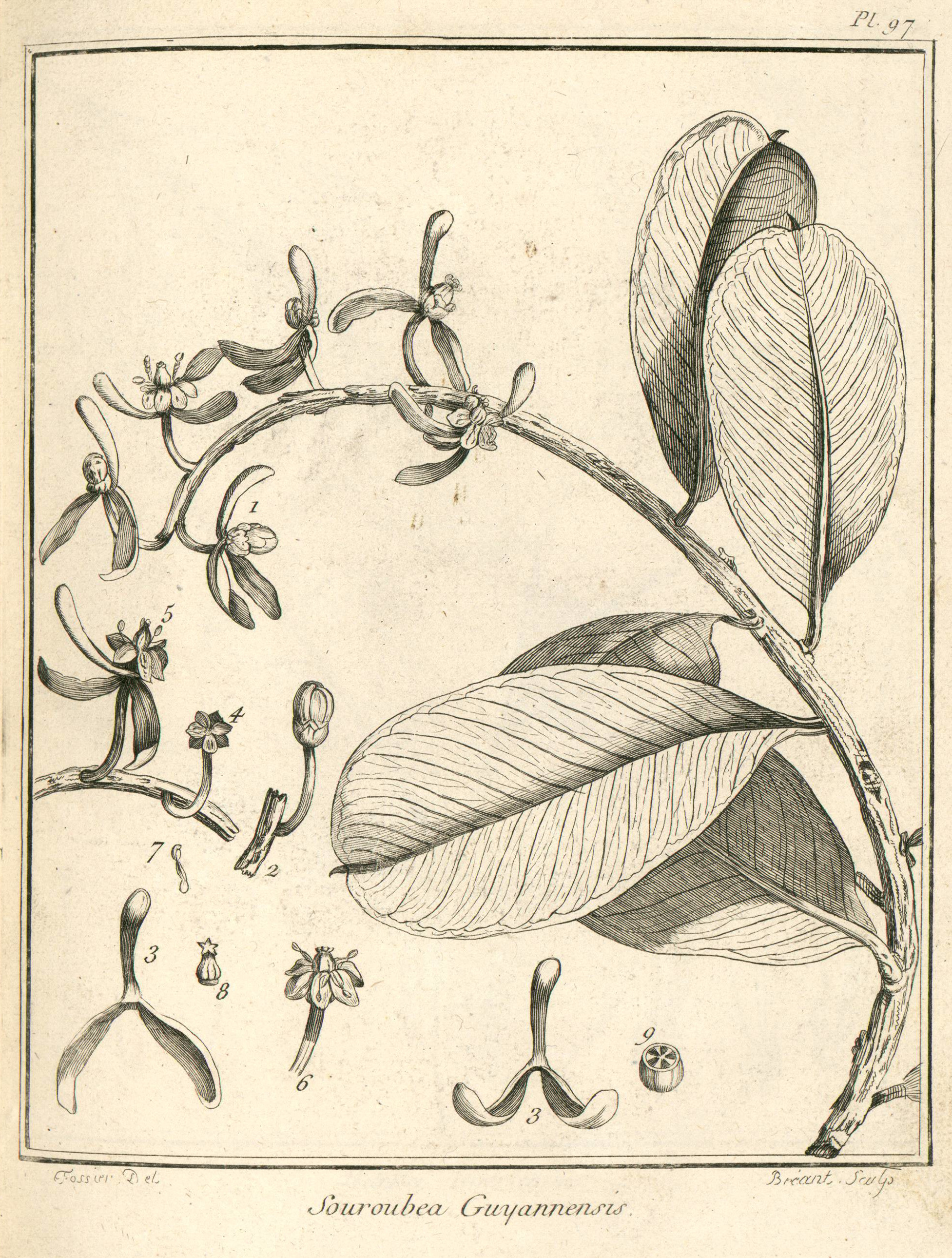
Souroubea guianensis : Planche 97 accompagnant la description du genre Souroubea par Aublet (1775) La fleur & les parties détachées ſont représentées de grandeur naturelle. La coupe de l'ovaire eſt groſſie. - 1. Bouton de fleur. - 2. Bouton de fleur ſans ſoutien. - 3. Corps qui ſoutiennent le calice. - 4. Calice. - 5. Fleur épanouie. - 6. Fleur épanouie ſans ſoutien. - 7. Étamine. - 8. Diſque. Ovaire. Stigmate. - 9. Ovaire coupe en travers.

En 1775, le botaniste Aublet propose le protologue suivant : 

« Souroubea (Guianenſis). (Tabula 97.)
Arbuscula ; ramis ſarmentoſis, ſupra arbores ſparſis & declinatis. Folia alterna, petiolata, craſſa, ovata, glabra, integerrima, emarginata, apice acuto terminata. Flores ſpicati, alterni, remoti, ſolitarii, pedunculati. Bractea coccinea. Calix luteus. PETALA ſulphurea, quæ ficca ſimul juncta decidunt, & corollam monopetalam mentiuntur. Filamenta ſtaminum lutea. Antheræ nigræ. Fructum maturum non vidi.
Floret Octobri.
Habitat ad ripam rivuli Gallion dicti.

LA SOUROUBE de la Guiane. (Tabula 97.)
Cet arbrisseau pouffe de ſa racine des tiges ſarmenteuſes, cylindriques, caſſantes, couvertes d'une membrane cendrée, qui ſe détache aiſément, & ſous laquelle eſt une écorce tendre, verte. Ses tiges donnent naiſſance a de longs rameaux flexibles & caſſants qui ſe répandent ſur les arbriſſeaux voiſins. Leurs extrémités s'épanchent vers la terre. Les tiges & les rameaux ſont garnis de feuilles alternes, épaiſſes, charnues, vertes, liſſes, ovales, échancrées a leur ſommet, & terminées par une pointe. Leur pédicule eſt court, convexe en deſſous, creuſé en gouttiere en deſſus ; elles ſont partagées par une nervure longitudinale, ſaillante en deſſous, & les autres nervures latérales ſont très peu apparentes. Les plus grandes ont quatre pouces de longueur ſur deux de largeur.
Les fleurs naiſſent ſur de longs épis a l'extrémité des branches, & des rameaux ; elles ſont alternes, écartées l'une de l'autre. Leur pédoncule eſt charnu, & a un pouce de longueur, tantôt droit, tantôt courbé.
A l'extrémité ſupérieure eſt un corps particulier, attaché au deſſous du calice de la fleur. Ce corps eſt à trois branches ; l'une eſt cylindrique, creuſe, en forme de tube fermé par le bout; les deux autres ont la forme de deux feuillets, longs, étroits & concaves 3 le tout eſt d'un rouge de corail. La fleur eſt placée dans l'angle forme par les deux branches concaves.
Le calice eſt compoſé de cinq à ſix écailles jaunes, dures, fermes, arrondies, couvertes en partie d'un côté l'une par l'autre.
La corolle eſt profondément découpée en cinq lobes arrondis, attaches au deſſous des étamines. L'extrémité de chaque lobe s'incline & ſe renverſe en dehors, & cache entièrement le calice. Ils ſont & couleur jaune doré ; lorſque cette corolle eſt preſque ſèche, elle ſe détache & tombe d'une ſeule pièce.
Les étamines ſont au nombre de cinq, placées au deſſous & l’ovaire. Les filets ſont jaunâtres, courts, larges, concaves en dedans, & inclinés ſur chaque lobe de la corolle. L'anthère qui eſt petite, brune, termine le filet: die eſt à deux bourſes ſéparées par un ſillon.
Le piſtil eſt un ovaire ovoïde, à cinq côtes, ſurmonté d'un style court, terminé par un stigmate applati, à cinq rayons, donc les pointes ſont ſaillantes. L'ovaire, que je n'ai pas vu en maturité, étant coupe tranſverſalement, laiſſe voir cinq loges.
La fleur & les parties détachées ſont représentées de grandeur naturelle. La coupe de l'ovaire eſt groſſie.
J'ai trouvé Cet arbriſſeau dans la Guiane, ſur le bord de la rivière du Gallion, qui coule au bas de la montagne Serpent. Il étoit en fleur au mois d'Octobre. »

— Fusée-Aublet, 1775.

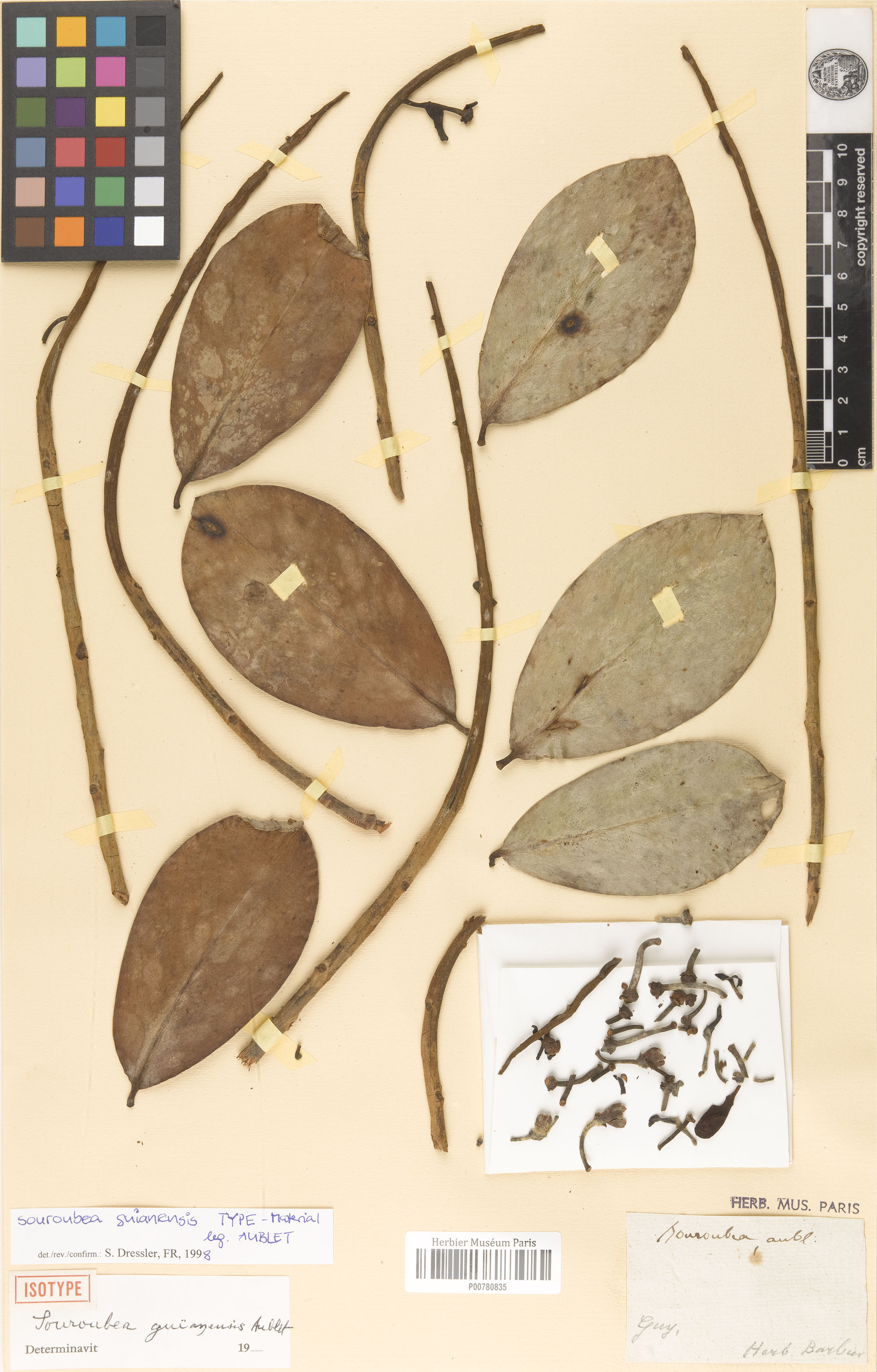
Échantillon type de Souroubea guianensis collecté par Aublet en Guyane
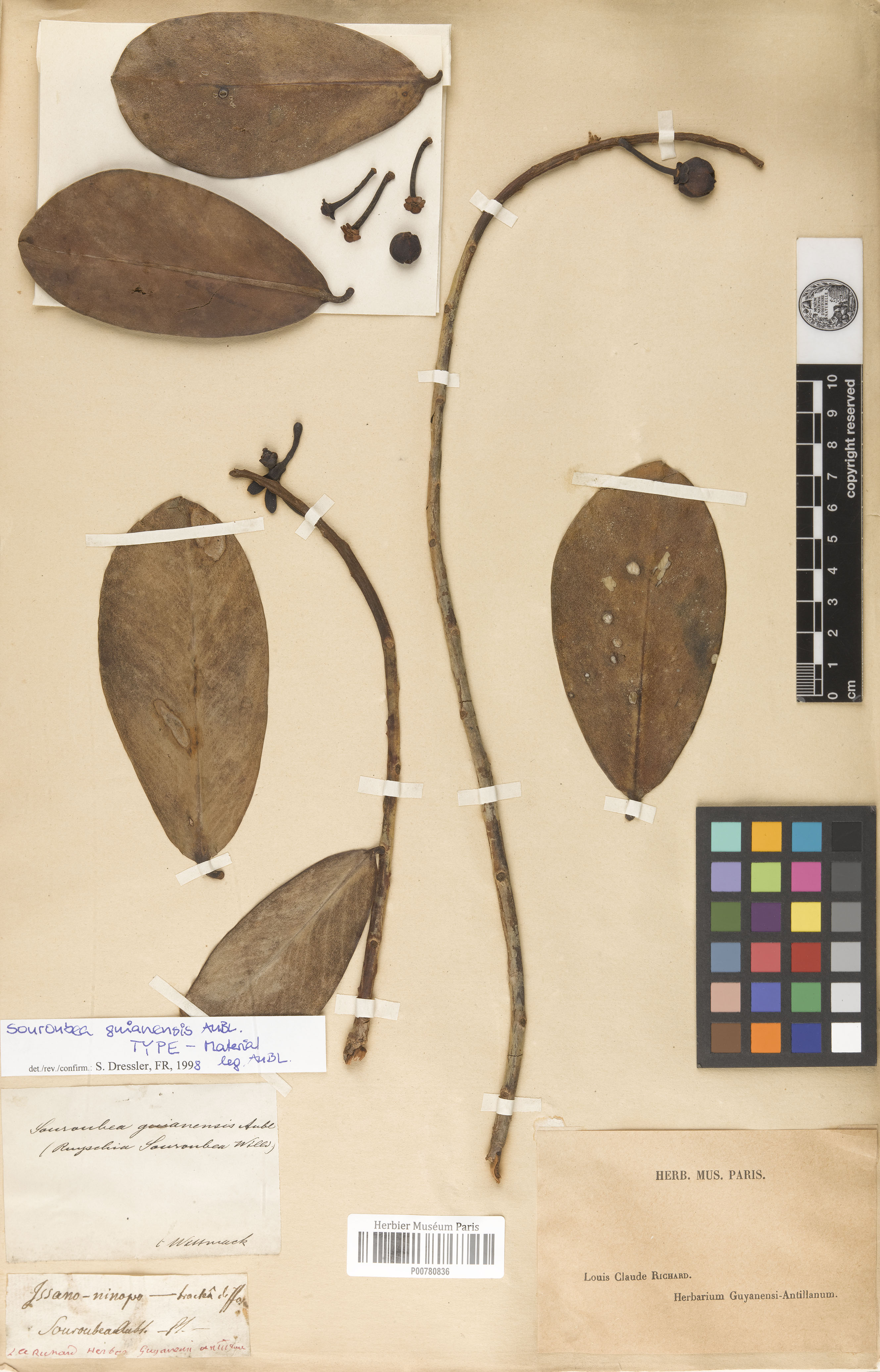
Échantillon type de Souroubea guianensis collecté par Aublet en Guyane
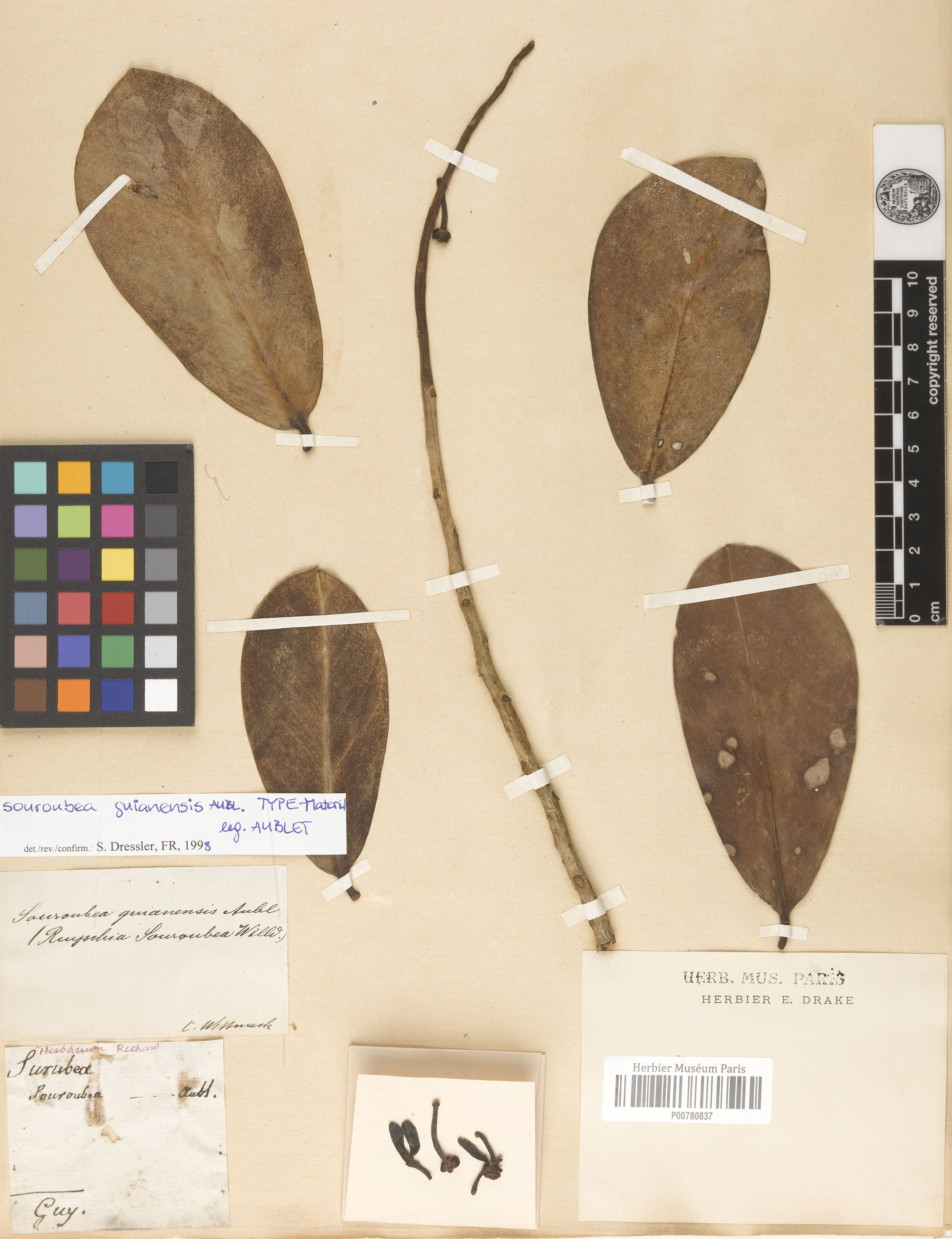
Échantillon type de Souroubea guianensis collecté par Aublet en Guyane
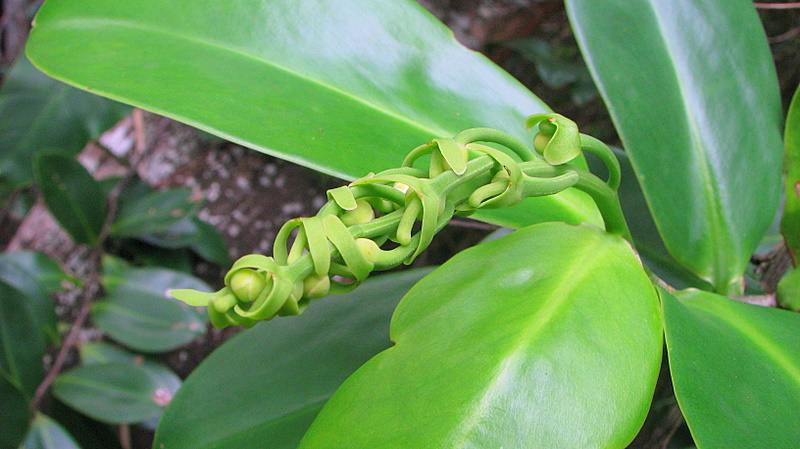
Jeune Inflorescence de Souroubea guianensis (Bahia, Brésil)
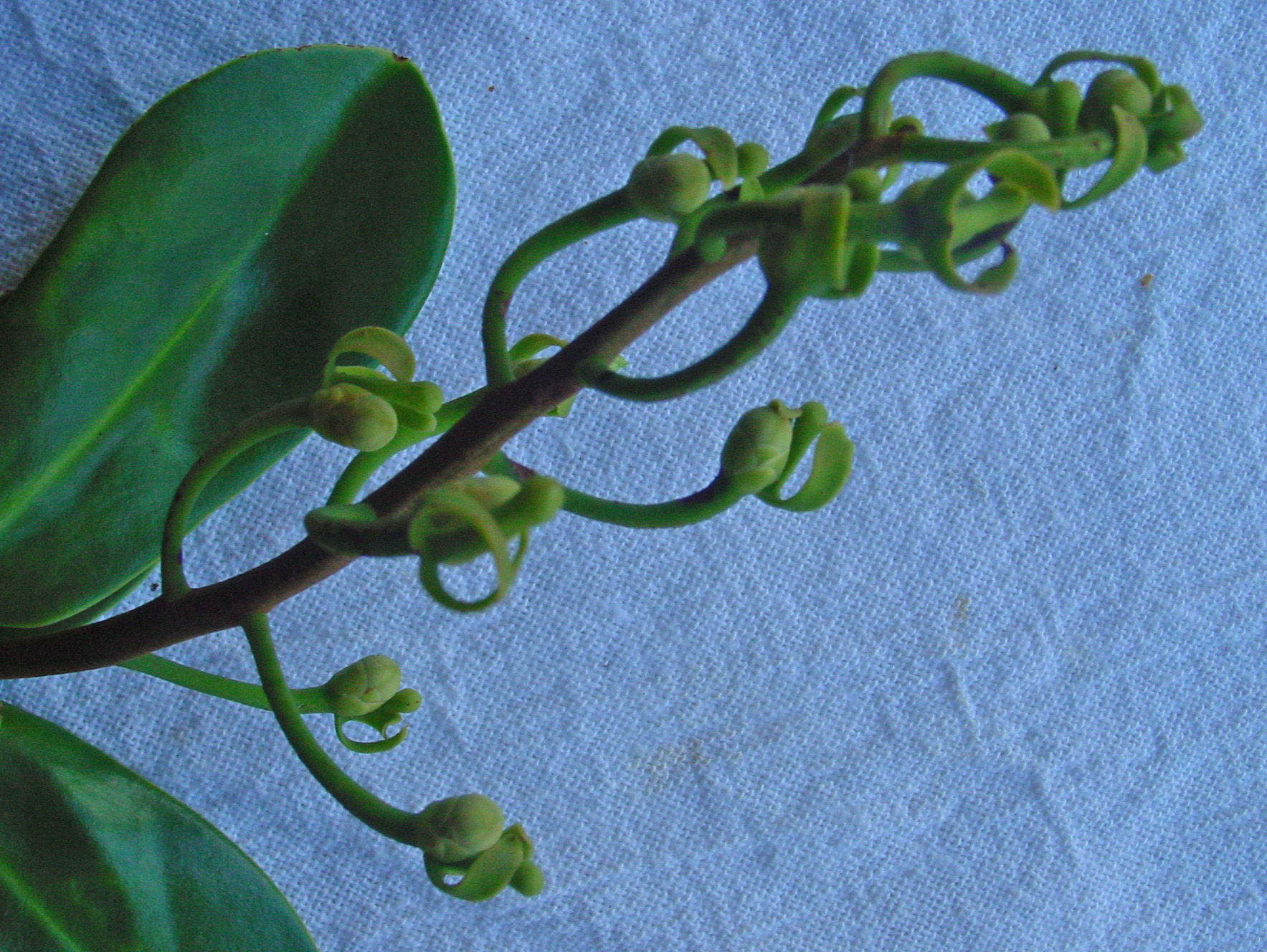
Jeune inflorescence de Souroubea guianensis
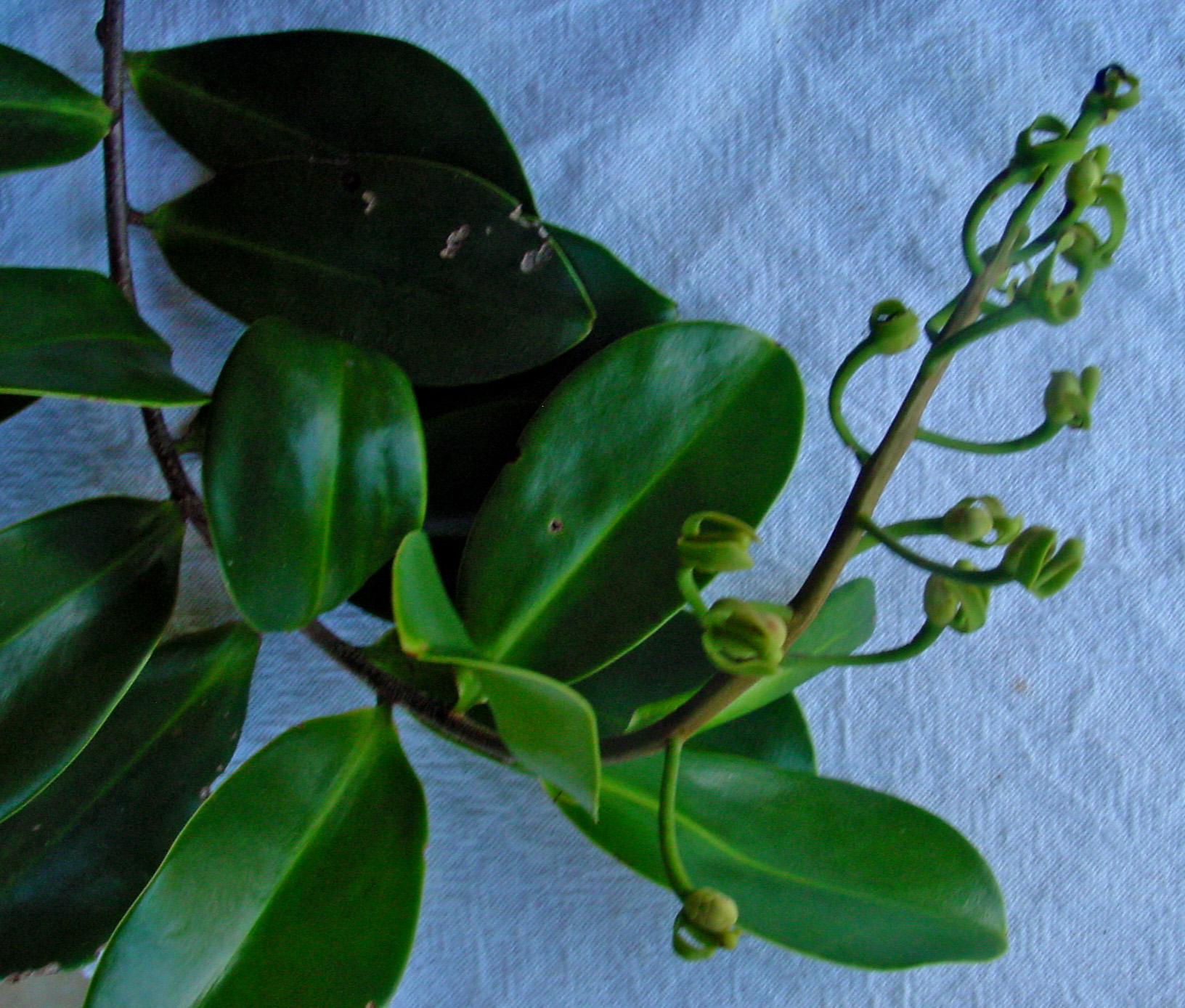
Jeune inflorescence de Souroubea guianensis
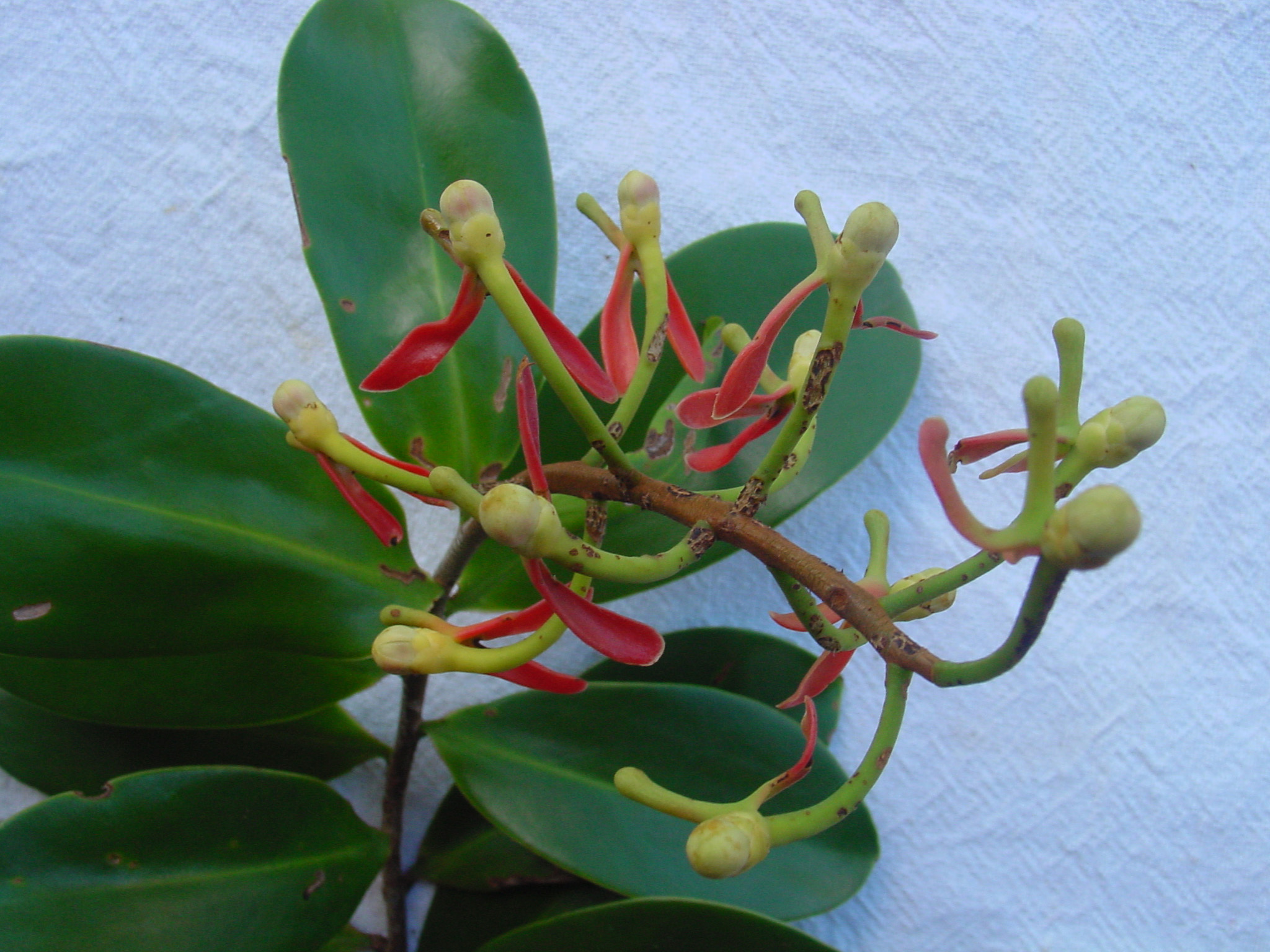
Jeune inflorescence de Souroubea guianensis
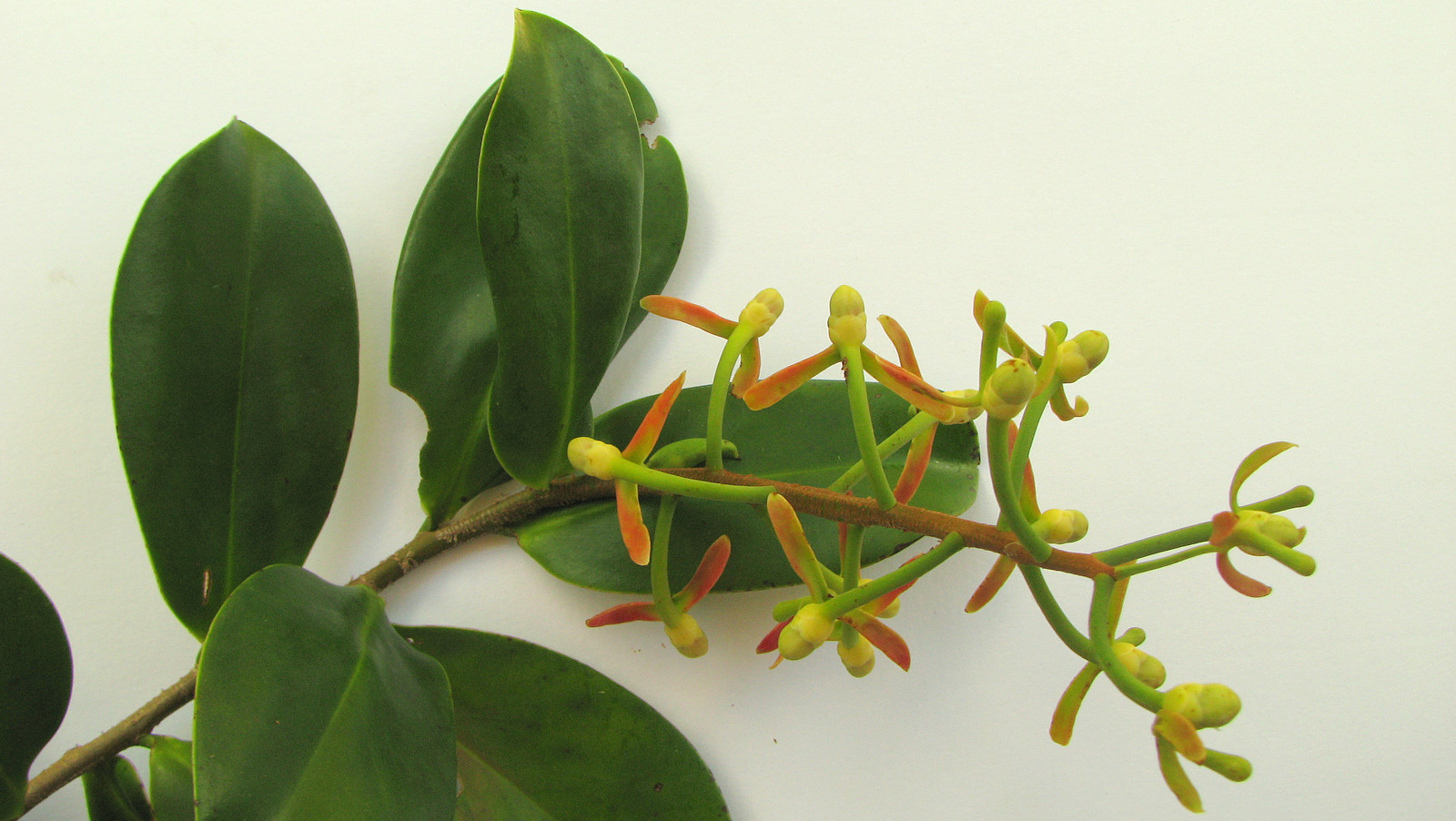
Inflorescence immature de Souroubea guianensis
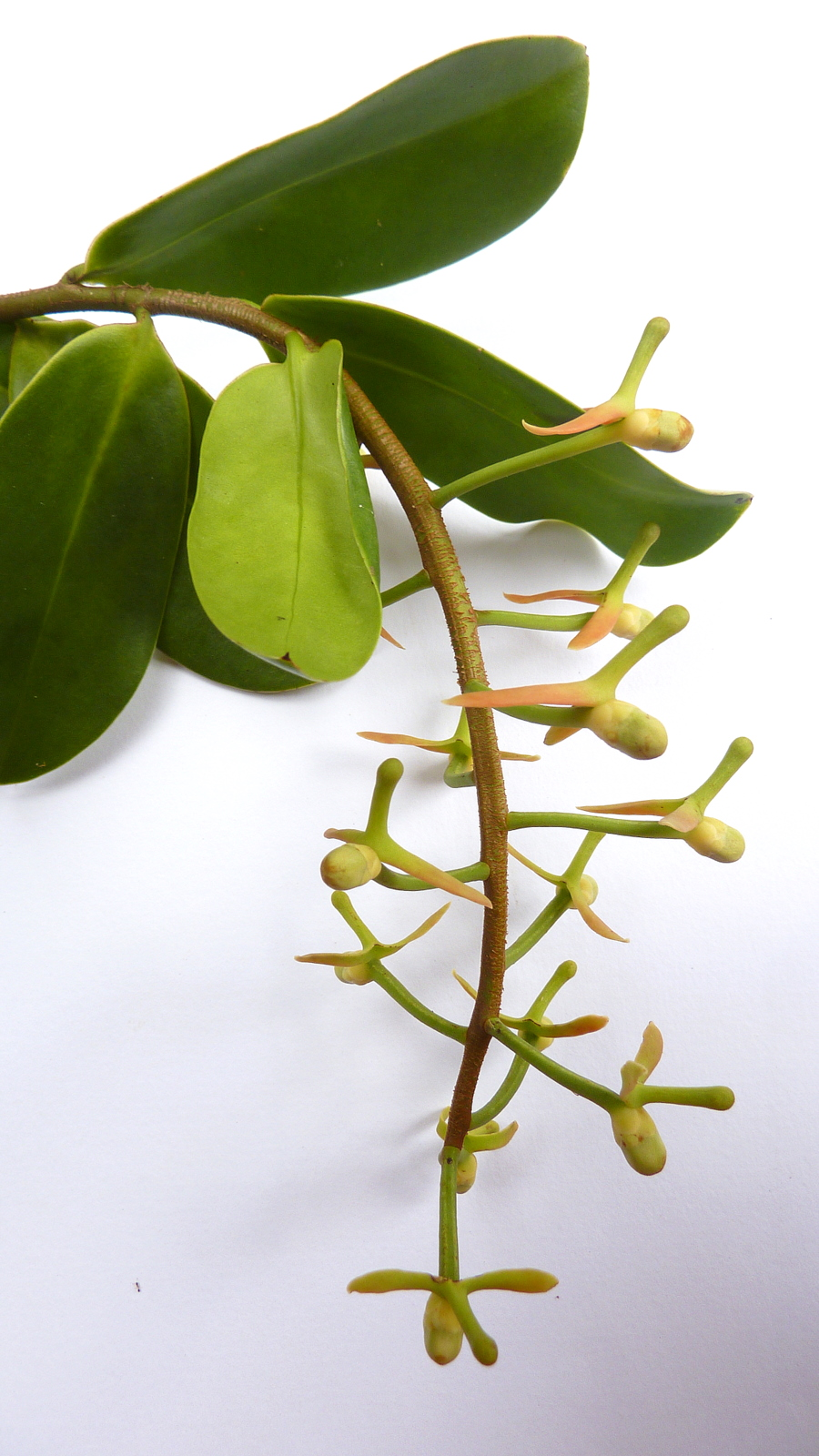
Inflorescence immature de Souroubea guianensis
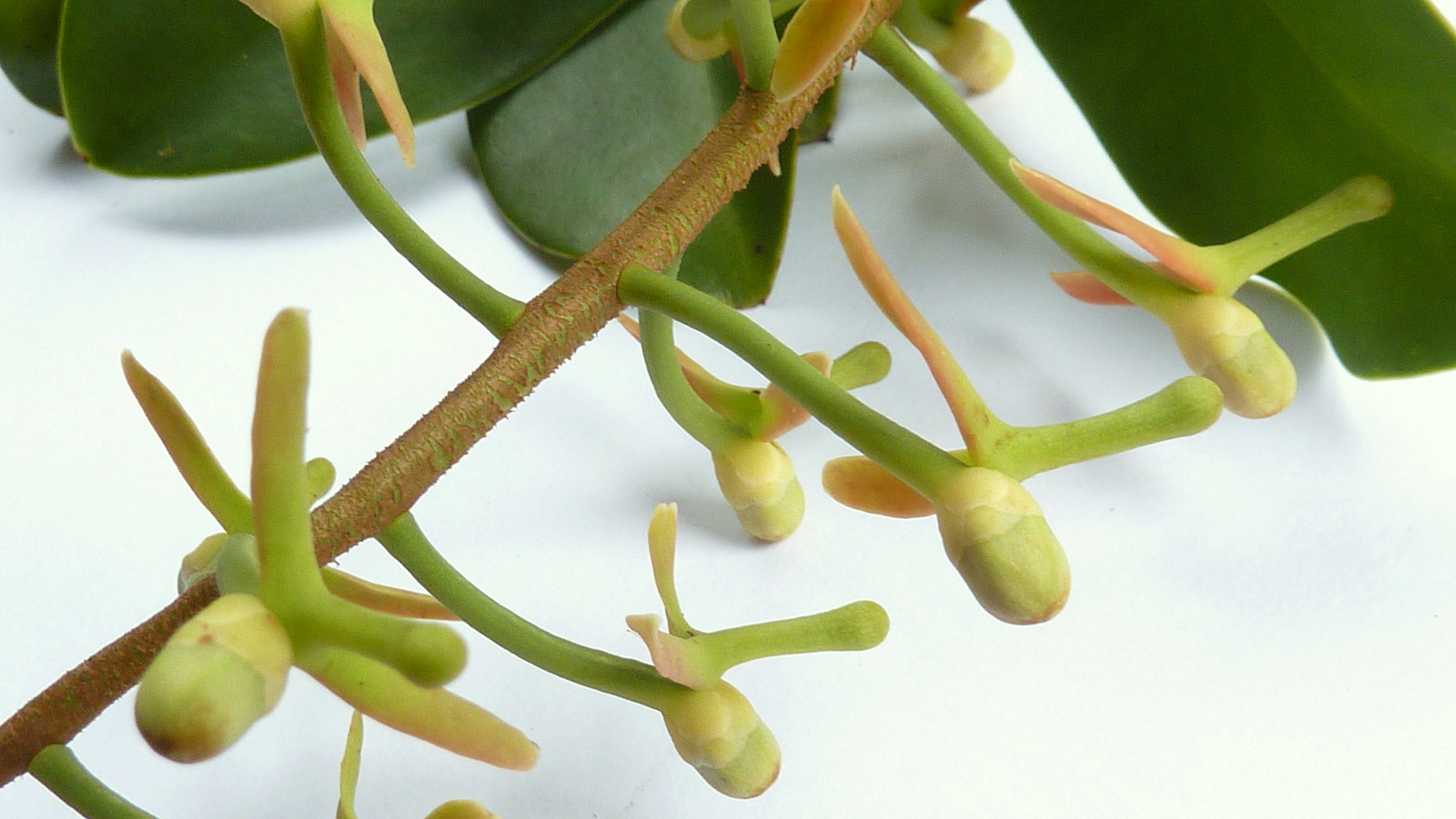
Infrutescence immature de Souroubea guianensis
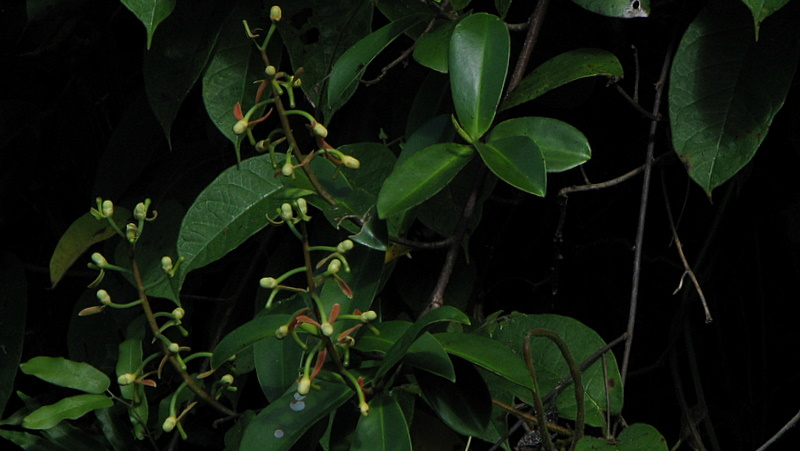
Jeune inflorescence  de Souroubea guianensis
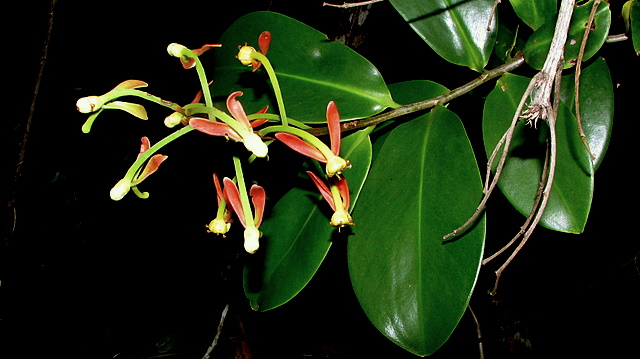
Inflorescence de Souroubea guianensis
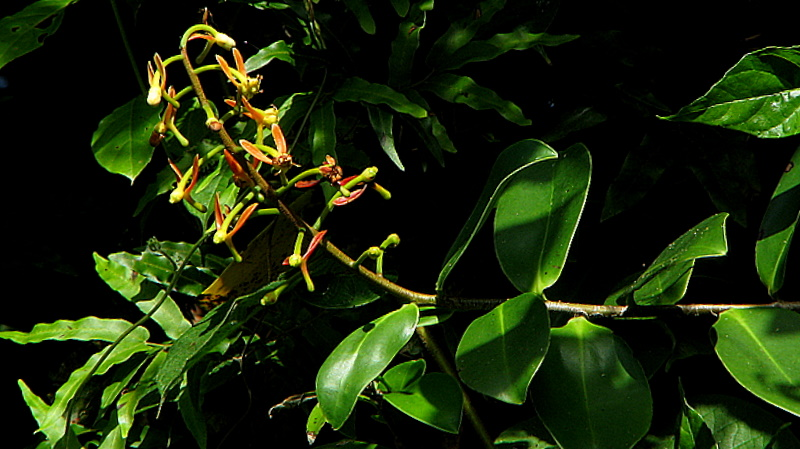
Inflorescence de Souroubea guianensis
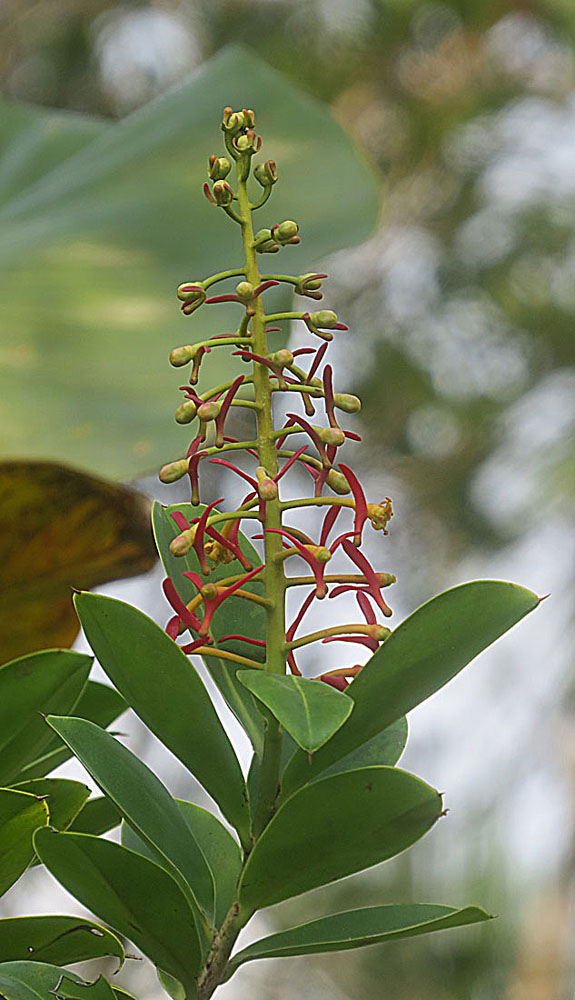
Inflorescence de Souroubea guianensis (est de l'Équateur)
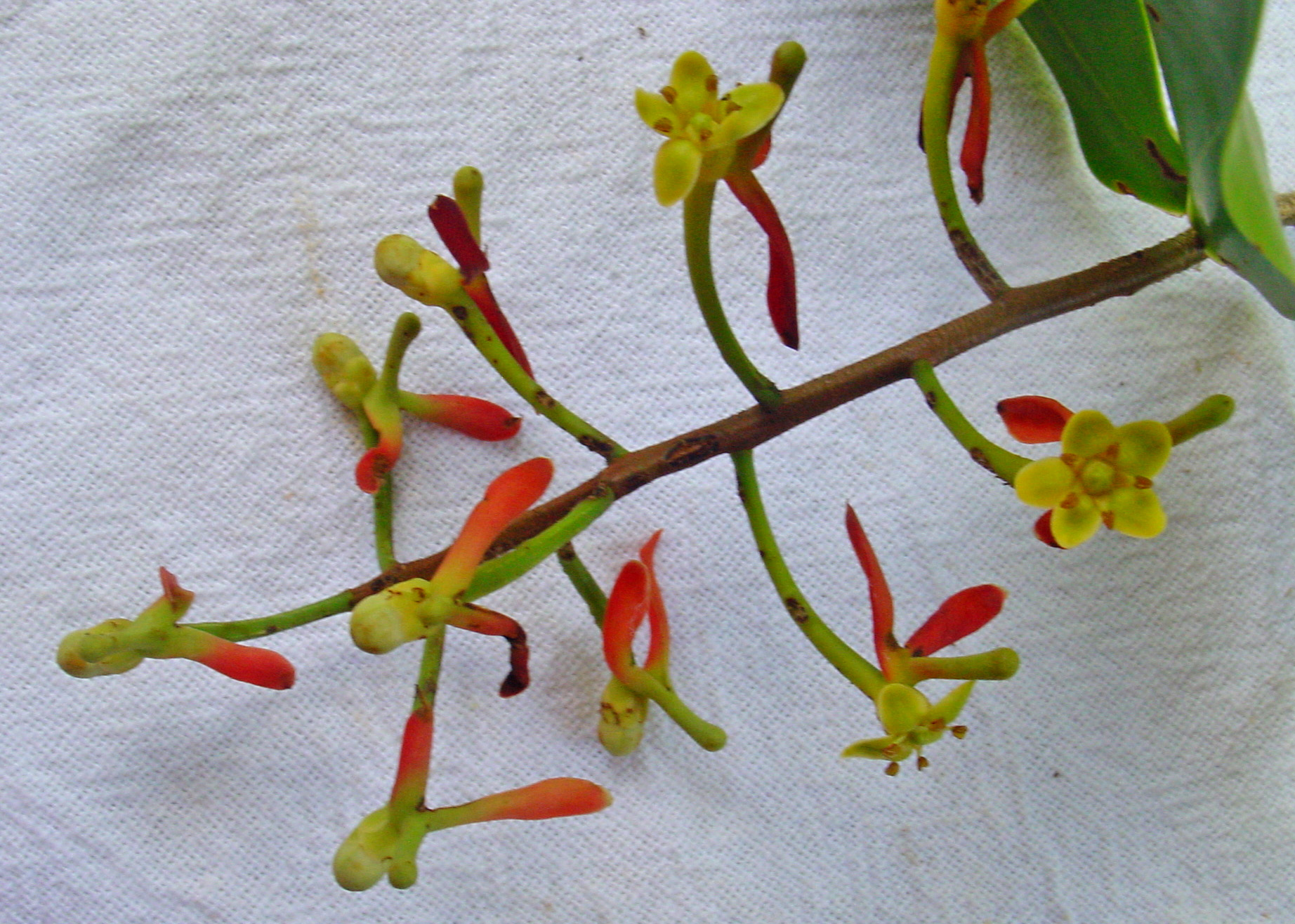
Inflorescence de Souroubea guianensis
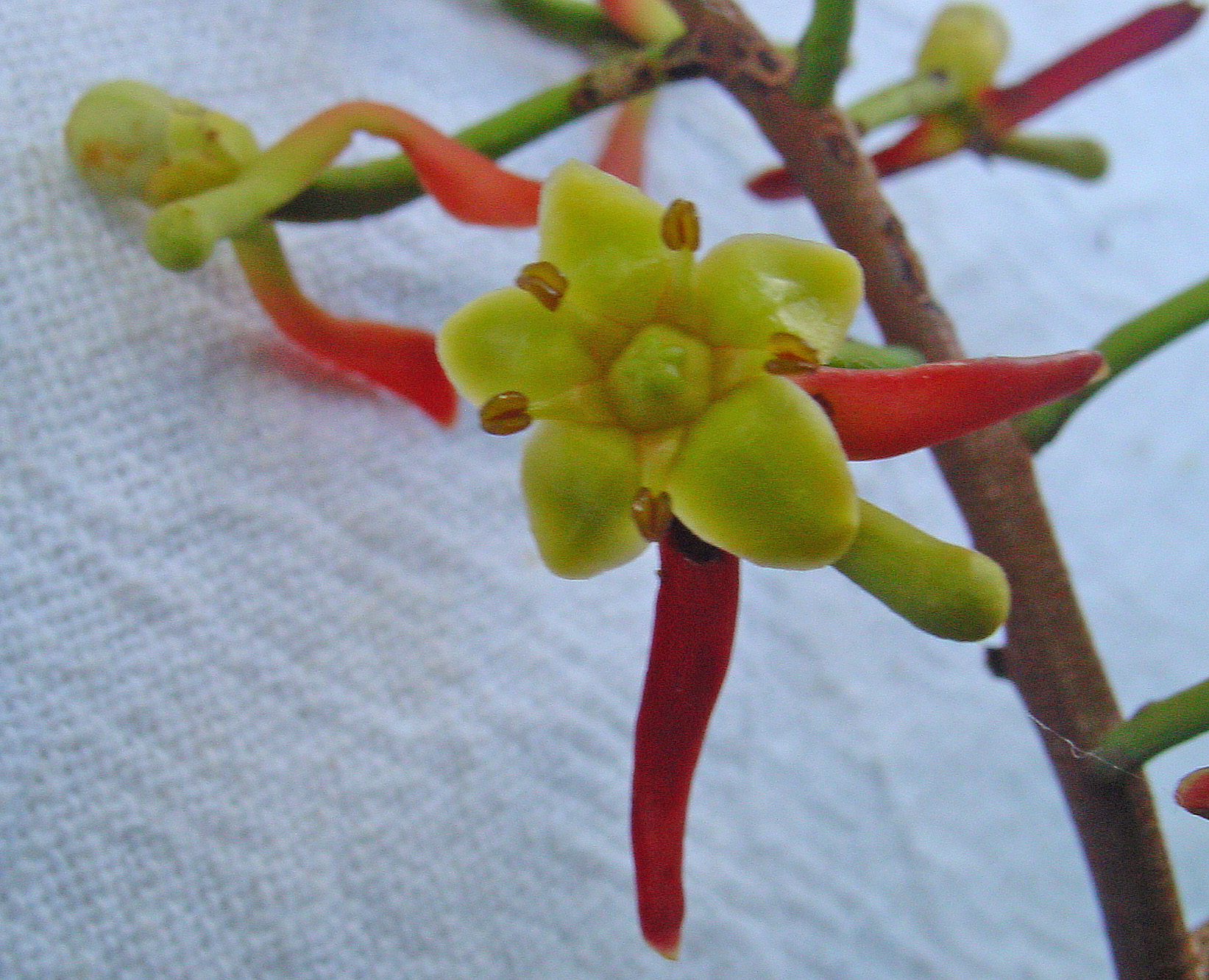
Fleurs de Souroubea guianensis
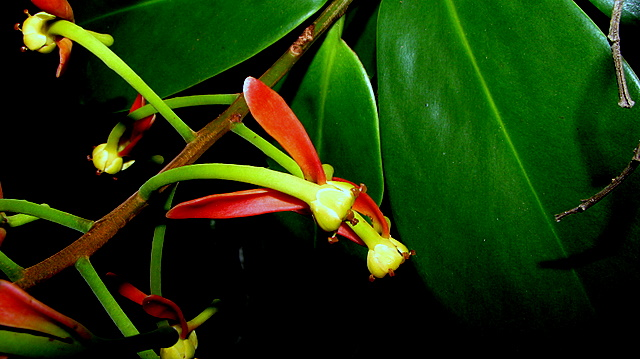
Fleur de Souroubea guianensis
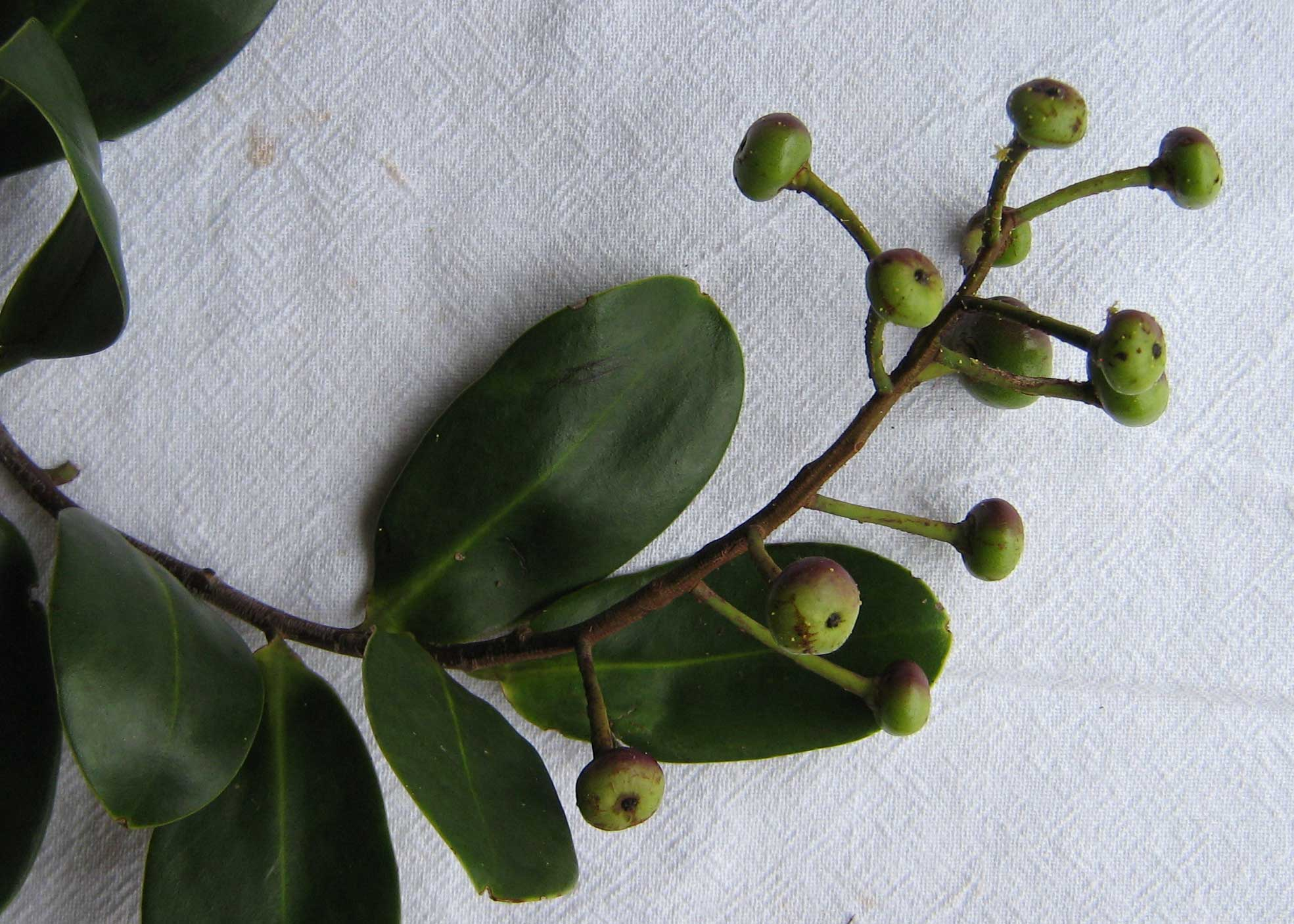
Infrutescence de Souroubea guianensis
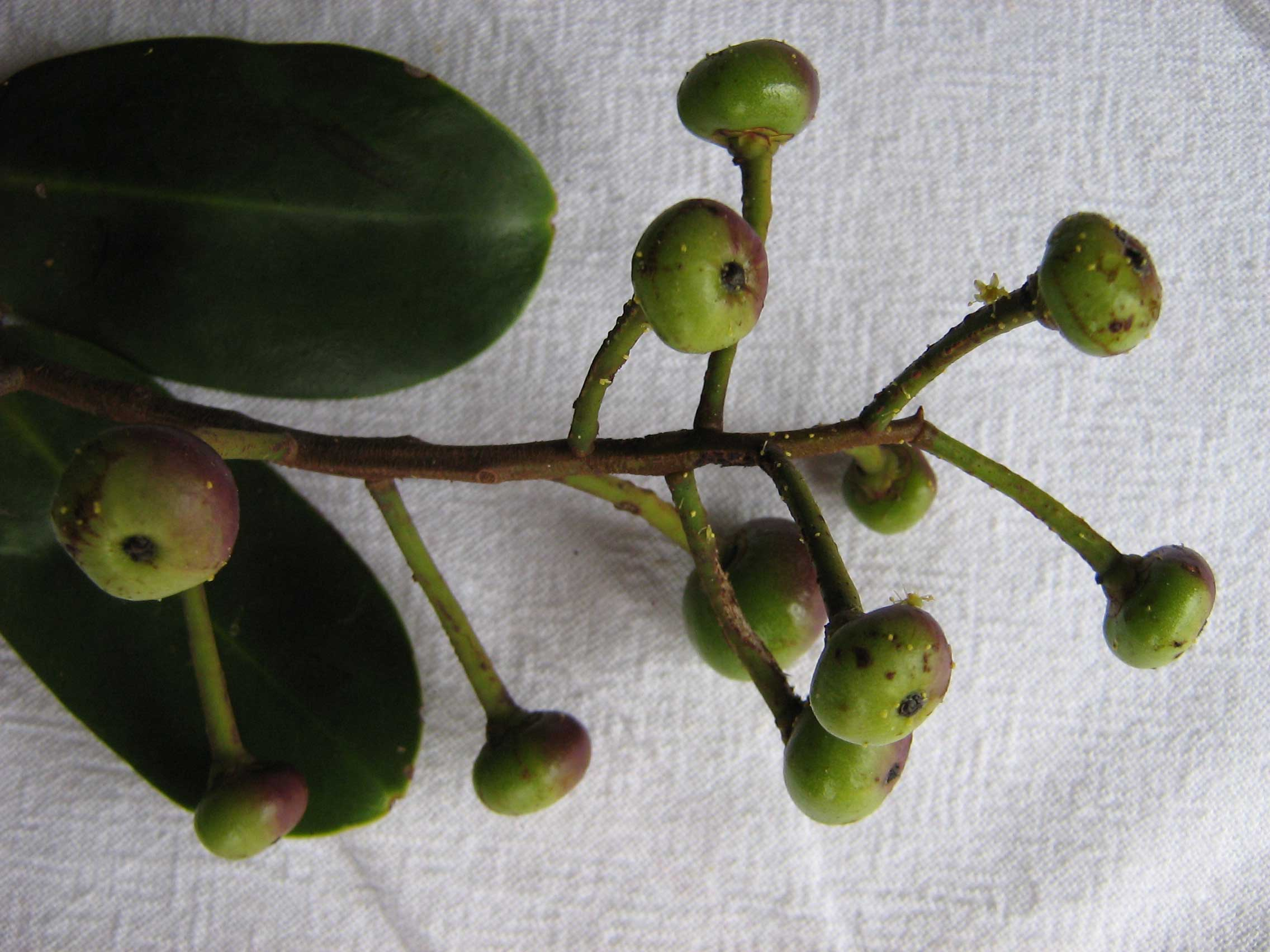
Infrutescence de Souroubea guianensis
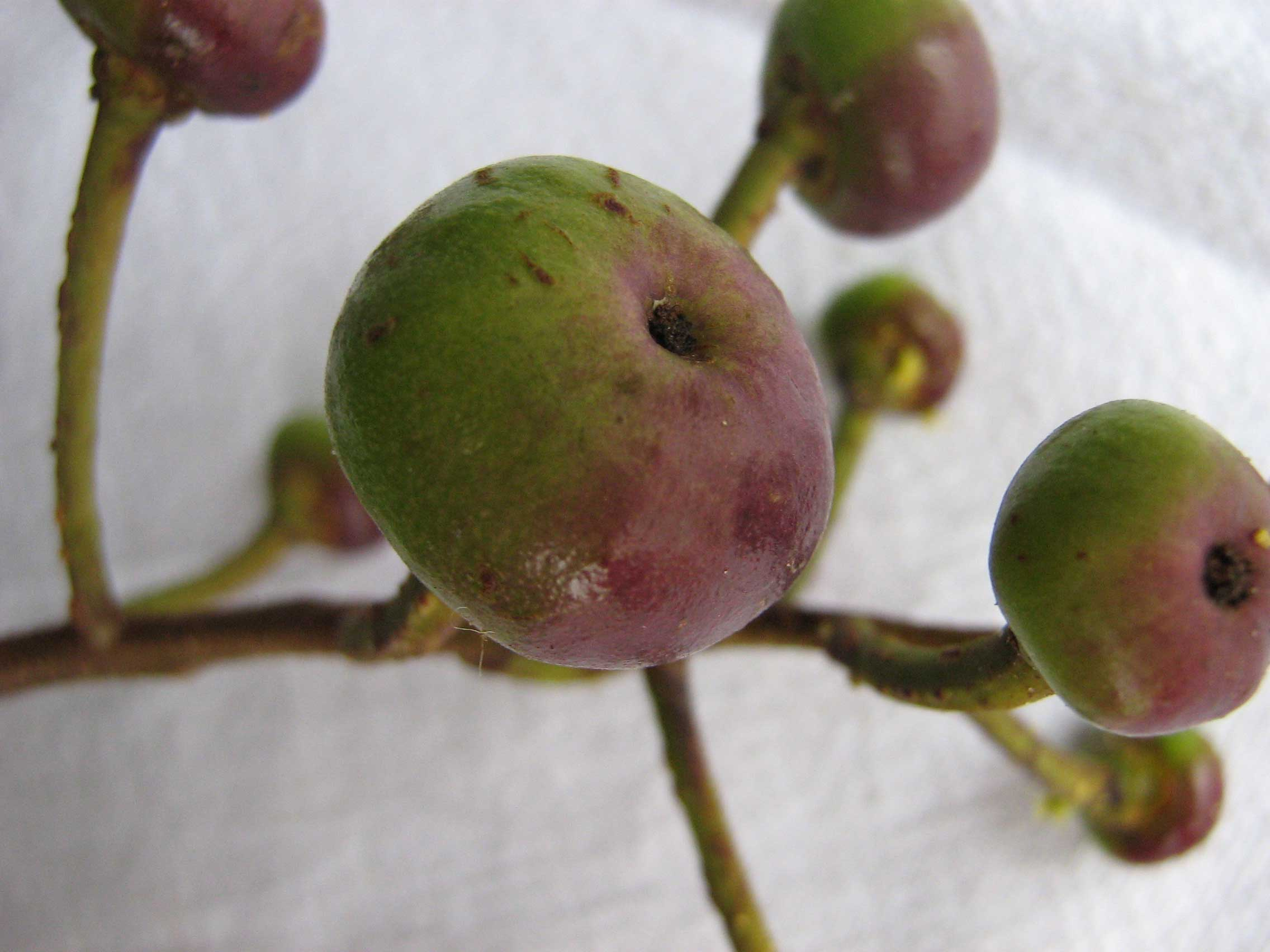
Infrutescence de Souroubea guianensis
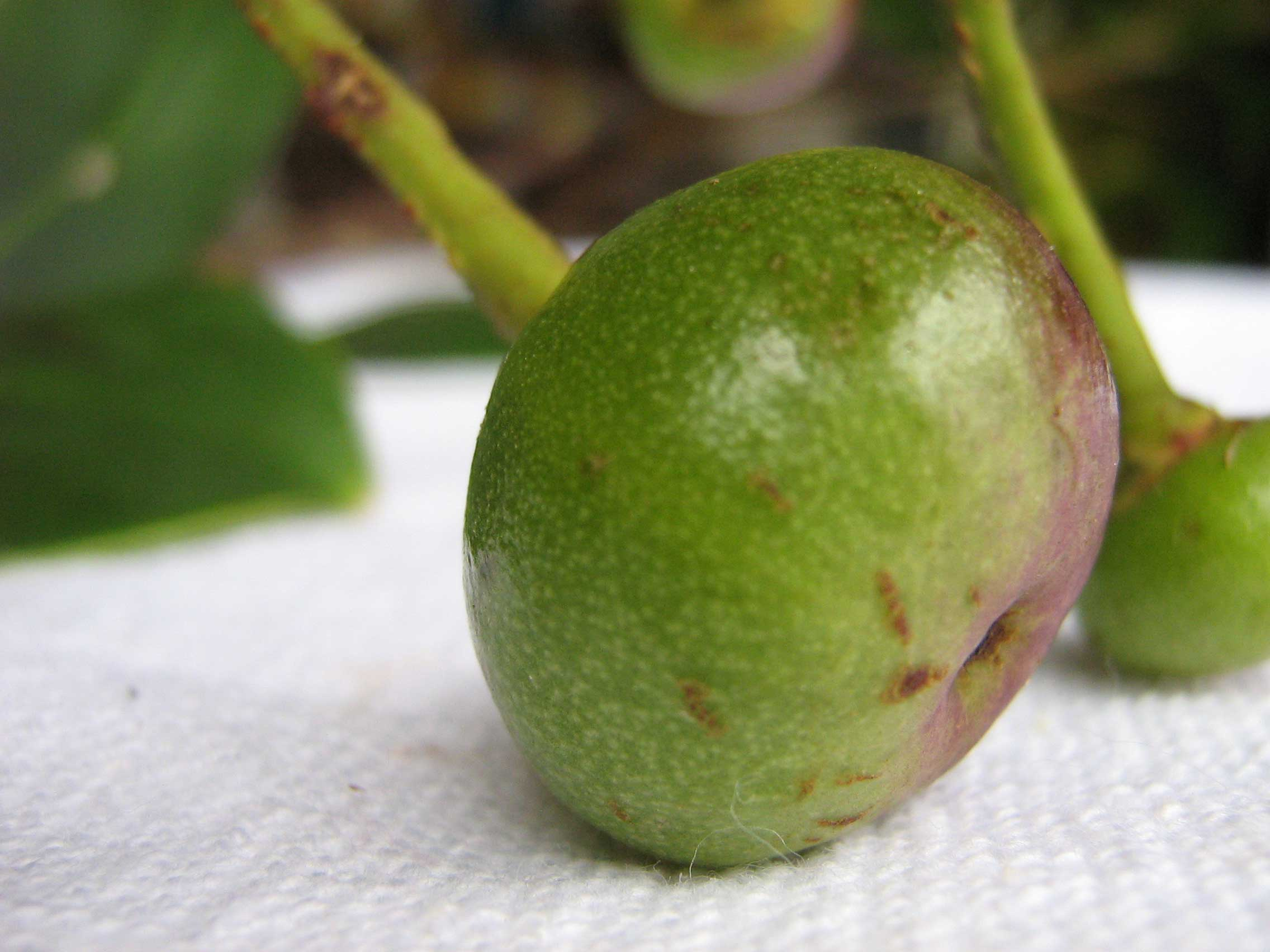
Fruit de Souroubea guianensis
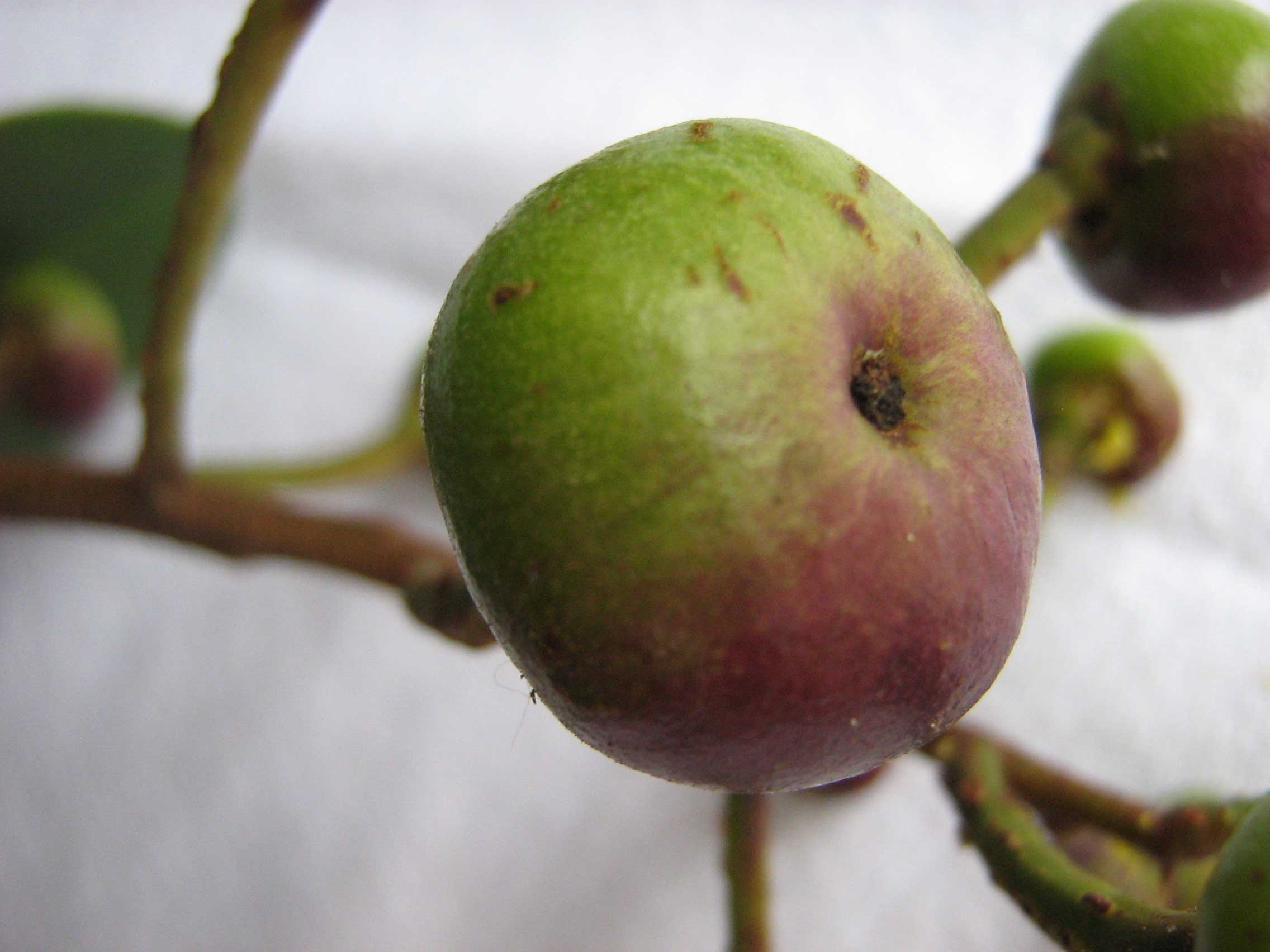
Fruit de Souroubea guianensis
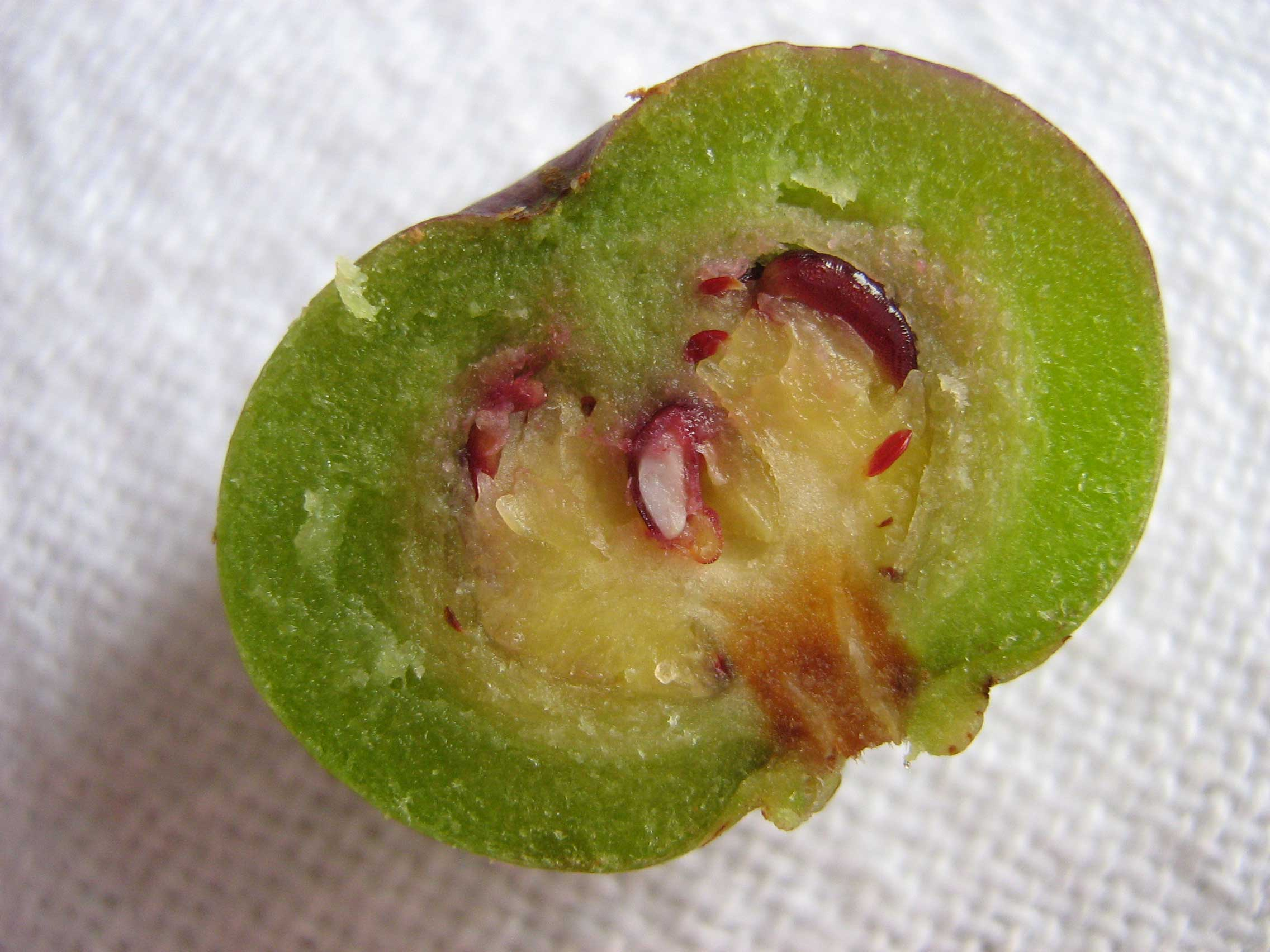
Fruit de Souroubea guianensis (coupe)
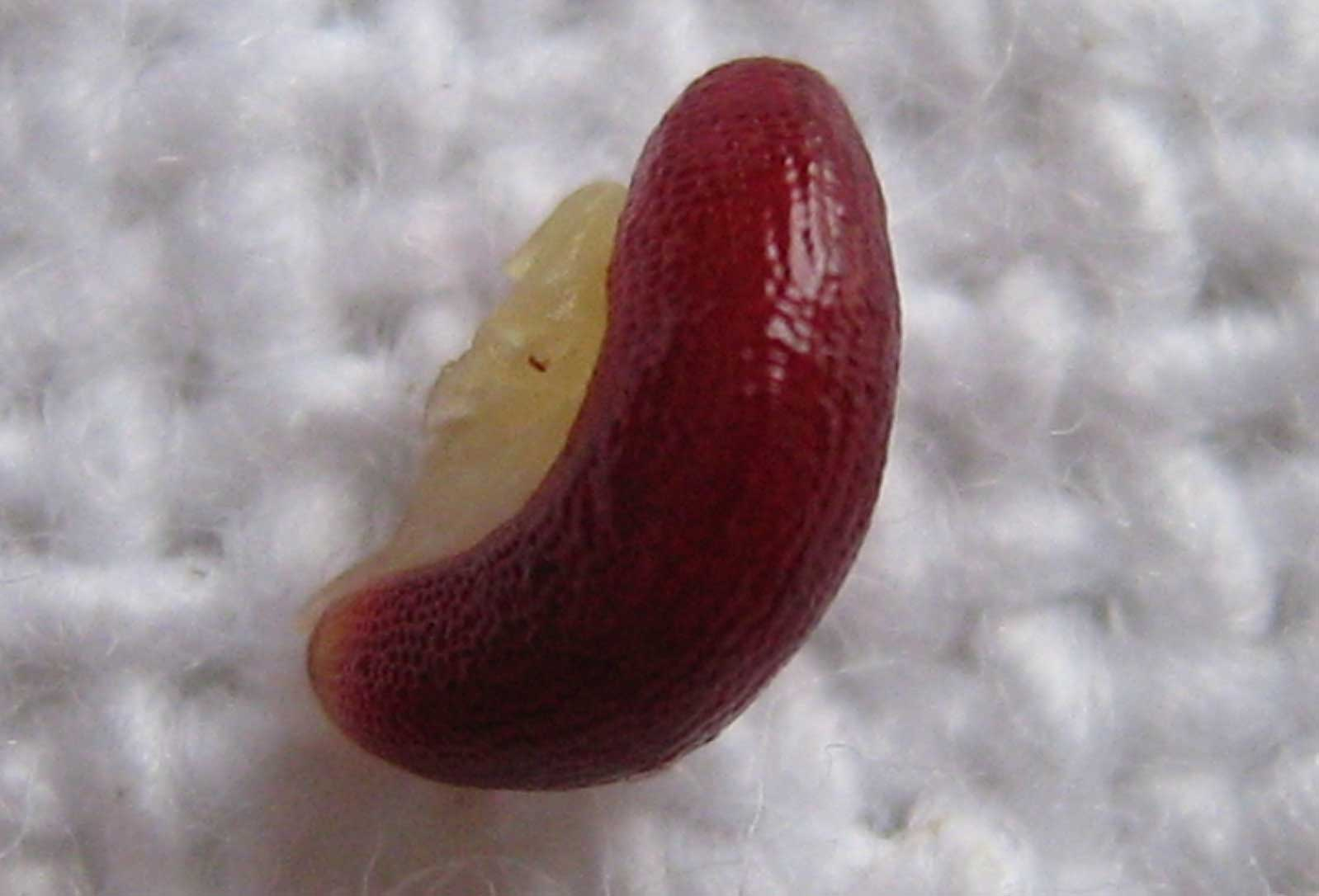
Graine de Souroubea guianensis